# تايوان وأسلحة الدمار الشامل
انتهجت تايوان عددًا من برامج أسلحة الدمار الشامل منذ عام 1949 حتى أواخر ثمانينيات القرن العشرين. أُغلق آخر برنامج سري للأسلحة النووية في نهاية ثمانينيات القرن العشرين تحت ضغط أمريكي بعد إنهاء جميع مراحل تطوير الأسلحة إلى جانب التجميع النهائي والاختبار؛ كانوا يفتقرون إلى آلية تنفيذ فعالة وكانوا سيحتاجون لتصغير أي سلاح منها أكثر قبل أن يستخدم بفعالية في المعركة. حاليًا، لا يوجد دليل على امتلاك تايوان لأي أسلحة كيميائية، أو نووية أو بيولوجية؛ لكن نشرت الولايات المتحدة الأمريكية أسلحة نووية في الماضي خلال فترات التوترات الإقليمية المتصاعدة في الصين، مثل فترة بداية أزمة مضيق تايوان الأولى.

## الأسلحة النووية
خلال الحرب الباردة، نشرت الولايات المتحدة أسلحة نووية في تايوان كجزء من السيطرة الدفاعية الأمريكية على تايوان. في عام 1972، طلب الرئيس الأمريكي ريتشارد نيكسون إزالة الأسلحة النووية من تايوان وتم تنفيذ ذلك بحلول عام 1974. من المعروف أن الأسلحة النووية كانت تخزن في قاعدة القوات الجوية في تاينان.

### برنامج البحث
لطالما كان تطوير تايوان للأسلحة النووية مسألة جدلية، حيث أنها بدأت مع أول تجربة نووية جمهورية الصين الشعبية عام 1964. عارضت الولايات المتحدة، على أمل تجنب تصعيد التوترات في مضيق تايوان، تسليح تايوان بالسلاح النووي بعد عام 1979. وبناءً على ذلك، تلتزم تايوان بمبادئ معاهدة عدم نشر الأسلحة النووية وصرحت بأنها لا تنوي إنتاج الأسلحة النووية، على أساس رسمي. الأبحاث النووية السابقة التي أجرتها تايوان تجعل منها دولة «عتبة» نووية.
في عام 1967، بدأ برنامج أسلحة نووية سري تحت إشراف معهد أبحاث الطاقة النووية (آي إن إي آر) في معهد شونغ شان للعلوم والتكنولوجيا. كان بإمكان تايوان الحصول على التقنيات النووية من الخارج (بما في ذلك مفاعل نووي للأبحاث من كندا وبلوتونيوم منخفض الدرجة من الولايات المتحدة)، وتزعم أنه من أجل نظام طاقة مدني، لكنها في الحقيقة بغرض تطوير وقود للأسلحة النووية. اشترت تايوان 100 طن من اليورانيوم من جنوب أفريقيا والتي تم تسليمها بين عامي 1973 و1974.
خلال سبعينيات القرن العشرين، كان لدى تايوان برنامج فعال لإنتاج البلوتونيوم باستخدام مفاعلات الماء الثقيل. من ناحية ثانية، وبعد أن وجدت وكالة الطاقة الذرية الدولية (آي إيه إي إيه) دليلًا على محاولات تايوان لإنتاج البلوتونيوم المستخدم في صنع الأسلحة، وافقت تايوان في سبتمبر عام 1976 وتحت ضغط الولايات المتحدة على تفكيك برنامجها للأسلحة النووية. وضعت دراسة أجرتها شركة ميتري في عام 1977، تايوان في قائمة الدول «غير الآمنة» وعلى أعتاب حيازة أسلحة النووية- الدول التي تمتلك القدرة التقنية على تطوير الأسلحة النووية والدوافع الأمنية للتفكير بجدية بمثل هذا الخيار. الدول الأخرى كانت إسرائيل، وجنوب أفريقيا، وكوريا الجنوبية ويوغسلافيا. اعتقدت المخابرات الأمريكية أن تايوان طورت أجهزة مناسبة للاختبار النووي. في عام 1980، تعاقد التايوانيون على 4000 طن من معدن اليورانيوم من جنوب أفريقيا رغم أنه لم يعرف إلى الآن كم تسلم من هذا الطلب على الإطلاق.
تم الكشف عن برنامج الأسلحة النووية السري بعد مذبحة ليو عام 1987، عندما هرب الكولونيل تشانغ شيان-يي نائب مدير الأبحاث النووية في معهد أبحاث الطاقة النووية، الذي كان يعمل سرًا لدى وكالة المخابرات الأمريكية، حيث فر إلى الولايات المتحدة في ديسمبر من عام 1987، وقدم ذاكرة مخبأة للوثائق المجرّمة (المُدينة). ادعى الجنرال هاو بي-تن أن العلماء في تايوان قد صنعوا بالفعل مفاعلًا نوويًا خاضعًا للرقابة. توقف البرنامج تحت ضغط من الولايات المتحدة. خلصت دراسة حول البرنامج السري إلى أن وقت انشقاق تشانغ، كانت تايوان على بعد عام أو عامين من أن تكون قادرة على إكمال سلاح نووي قابل للتسليم. ادعى تشانغ أن مدام شيانغ كاي شيك ومسؤولون عسكريون مخلصون لها قد سرعوا تطوير الأسلحة النووية وحتى أنهم جهزوا سلسلة إشراف موازية لتعزيز برنامج عملهم. في عام 1987، كان قطر تصميم الرأس الحربي يتراوح بين 60-70 سم مع الغلاف، ووزنه 900 كيلو غرام مما يعني أن هناك حاجة لمزيد من التصغير لتحسين السلاح كي يصبح قابلًا للتسليم.